# 국내특급우편
국내특급우편(國內特急郵便)은 등기우편취급을 전제로 국내특급우편 취급지역 상호간에 수발하는 긴급을 요하는 우편물로서 통상의 송달방법보다 빠르게 송달하기 위하여 접수된 우편물을 약속한 시간내에 신속히 배달하는 특수취급제도로 「당일특급」 과 『익일특급』으로 구분한다.

## 종류

### 당일특급
- 접수국에서 행선지별로 고시된 접수마감시간 이내에 접수한 우편물을 특별운송편에 의하여 배달국까지 송달한 후 배달국에서는 가장 빠른 배달편을 이용하여 접수당일 20:00까지 수취인에게 배달한다.

### 익일오전특급
- 2014년 2월 1일부터 우정사업본부에서는 사업 환경변화로 인한 서비스 이용량 감소로 이 제도를 폐지하였다.[1]

### 익일특급
- 접수 익일까지 수취인에게 배달되며 토요일 및 일요일, 공휴일은 배달되지 않는다.

## 배달 지역
국내특급우편물의 취급지역·취급우체국·취급시간 등은 관할체신청장이 정한다. 일반적으로 당일특급은 해당 우편집중국 소재지와 서울특별시 지역을 수취 지역으로 하며, 지정된 시간 내에 접수한 우편물을 대상으로 한다. 익일오전특급 및 익일특급은 해당 우편집중국 소재지 및 기타 지정된 지역을 대상으로 하며, 해당 우체국 마감 이전에 접수된 우편물을 대상으로 한다.

## 참고 사항
- 30kg까지 보낼 수 있다.
- 평일 우체국 업무시간은 9:00 ～ 18:00(우편)이다.